# Indira Murillo
Indira Davelba Murillo Alvarado (Tegucigalpa, 7 de abril de  1969-Virginia, Estados Unidos, 5 de enero de 2019) fue una periodista, productora, exjugadora de baloncesto y filántropa hondureña. Fundadora de TN5, de la Spanish Information Network of Virginia (Sinova), y de la Fundación Amor.

## Biografía y carrera

### Primeros años y estudios
Nació en Tegucigalpa, donde vivió en el barrio El Bosque, junto a sus padres Alfredo Murillo y Norma Alvarado, y sus siete hermanos. Cursó sus estudios primarios en la Escuela 14 de julio, y sus estudios secundarios en el Instituto Alfonso Guillén Zelaya, donde al mismo tiempo tenía un taller de baloncesto llamado Indi del Bosque, donde enseñaba a los niños del barrio a jugar baloncesto. Murillo se graduó de licenciatura en periodismo en la Universidad Nacional Autónoma de Honduras, y también obtuvo una maestría en demografía y desarrollo ahí mismo.

### Carrera en el baloncesto
Como jugadora de baloncesto, formó parte de la selección femenina de baloncesto de Honduras, junto con su hermana Norma Murillo. En el equipo nacional, Murillo representó a Honduras en varias competiciones internacionales de baloncesto, entre ellos la cuarta edición de los Juegos Deportivos Centroamericanos y una competencia internacional celebrada en Nicaragua en 1987. Posteriormente se convirtió en entrenadora de la selección femenina de baloncesto de Honduras.

### Carrera de periodista
Como periodista, Murillo empezó su carrera laborando para Radio Cadena de Noticias, y posteriormente para Corporación Televicentro, donde se desempeñó como reportera y presentadora de noticias, y además fundó el noticiero TN5. Tiempo después, Murillo trabajó para el Banco Interamericano de Desarrollo como productora y desarrolladora de reportajes e investigaciones. Finalmente laboró para Telemundo.

### Filantropía
En 2005, Murillo fundó junto con sus familiares la Fundación Amor, una fundación sin fines de lucro que beneficia a los niños huérfanos y las mujeres con VIH.
En 2009 fundó la Spanish Information Network of Virginia (Sinova), una organización sin fines de lucro para informar a la comunidad latina de Virginia sobre noticias, dar asesorías sobre el proceso de migración a Estados Unidos de forma gratuita entre otros servicios. Murillo fue la presidenta hasta su fallecimiento en 2019.

### Vida privada
Obtuvo la nacionalidad estadounidense durante su residencia en ese país. En 2014 se casó con Omar Nava, originario de Bolivia.

### Fallecimiento
Murillo falleció el 5 de enero de 2019 en el estado de Virginia, a la edad de 49 años. Padecía cáncer de hígado.

## Trayectoria
Murillo jugó para cuatro equipos diferentes en Honduras hasta su retiro en los años 90.
| Equipo                 | País     |
| ---------------------- | -------- |
| Instituto Tegucigalpa  | Honduras |
| Rápido                 | Honduras |
| Motagua                | Honduras |
| Nacional de Ingenieros | Honduras |

## Premios y reconocimientos
- Recibió el Premio a la solidaridad en 2014 por parte del Banco Interamericano de Desarrollo por sus labores altruistas.[15]
- Recibió un premio por parte de Unicef por un reportaje acerca de la Montaña de la Flor.[16]
- Recibió un premio por parte de la Agencia EFE por su producción audiovisual La esperanza de la desesperanza, acerca de una familia afectada por el huracán Mitch.[16]